# 제이슨 런던
제이슨 런던(Jason London, 1972년 11월 7일 ~ )은 미국의 배우이다.

## 출연 작품

### 영화
- 투 웡 푸 (1995)
- 아웃 콜드 (2001)
- 드라큐라 2003 (2003)

### 텔레비전
- 크리미널 마인드 (2006)